# Pintures murals a Irlanda del Nord
Els murals d'Irlanda del Nord són uns murals que reflecteixen el conflicte en aquest país. Avui en dia, els murals polítics més famosos d'Irlanda del Nord estan relacionats amb el conflicte nord-irlandès. Des de 1970, s'han comptat més de 2.000 murals. El més habitual és que representin exclusivament una facció política de les enfrontades en aquest conflicte, ja sia la unionista o la republicana. Amb tot i això, hi ha murals dedicats a altres conflictes polítics, o bé sense significat específic. Amb el temps, i després de l'acord de Belfast, els murals s'han convertit en tota una atracció turística a Irlanda del Nord.

## Galeria

### Unionista i lleialista

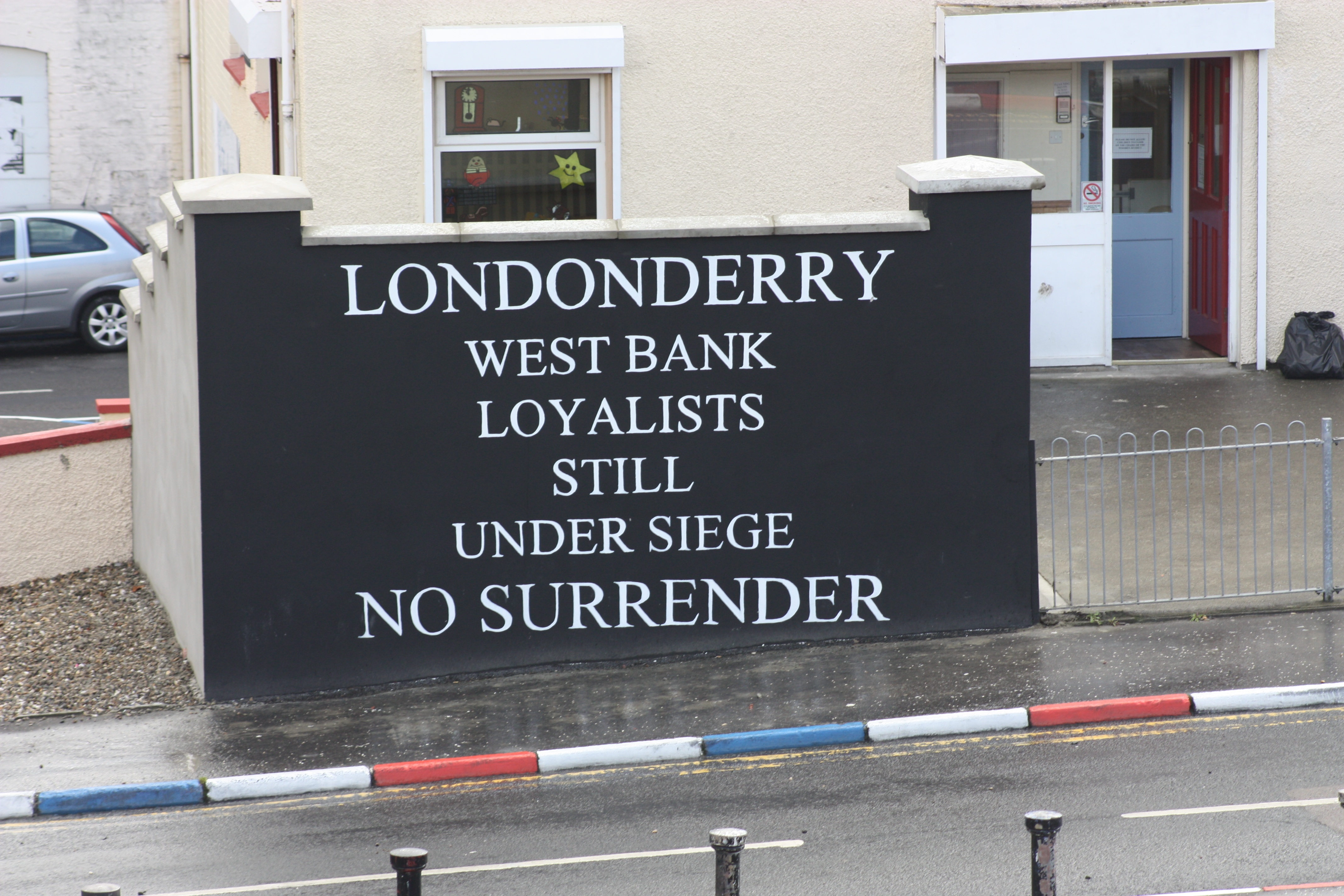
Un mural en un enclavament lleialista de Derry
Murals lleialistes a Thorndyke Street, Belfast
Un mural de l'UVF a Bangor, Comtat de Down
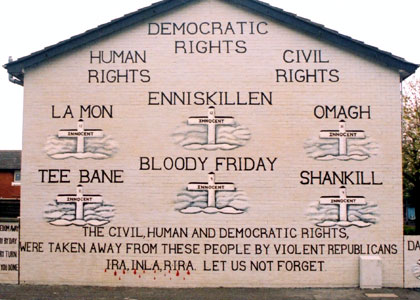
Un mural a Belfast on es descriuen els assassinats republicans.
Un mural de l'UVF a Carrickfergus
Murals dels Ulster Volunteers a Newtownabbey